# Región Bajío
La Región Bajío o Región La Piedad una de las diez regiones socioeconómicas en que se divide el estado de Michoacán, para la planeación de las acciones, promover el desarrollo y satisfacer las necesidades de la población. Se localiza al noroccidente del estado.

## Municipios de la Región
La Región Bajío está conformada por los siguientes municipios:
| Municipio           | Población |
| La Piedad           | 106 490   |
| Zacapu              | 76 829    |
| Puruándiro          | 69 260    |
| Yurécuaro           | 32 303    |
| José Sixto Verduzco | 26 213    |
| Coeneo              | 20 965    |
| Penjamillo          | 16 621    |
| Tanhuato            | 15 536    |
| Angamacutiro        | 14 943    |
| Panindícuaro        | 14 889    |
| Jiménez             | 12 946    |
| Ecuandureo          | 11 850    |
| Numarán             | 9 437     |
| Morelos             | 7 983     |
| Huaniqueo           | 7 945     |
| Churintzio          | 5 233     |
| Zináparo            | 3 232     |
| Total               | 452 673   |

### Zona metropolitana de La Piedad-Pénjamo
| Zona Metropolitana                      | Municipios                         | Población (2020) |
| --------------------------------------- | ---------------------------------- | ---------------- |
| Zona Metropolitana de La Piedad-Pénjamo | * La Piedad * Pénjamo (Guanajuato) | 261 450          |

### Zona conurbada de Yurécuaro-La Ribera
| Zona Conurbada                        | Municipios                        | Población (2020) |
| ------------------------------------- | --------------------------------- | ---------------- |
| Zona Conurbada de Yurécuaro-La Ribera | * Yurécuaro * La Ribera (Jalisco) | 73 855           |